# 데네예니세이어족
데네-예니세이어족(Dene-Yeniseian languages)은 북아메리카의 나데네어족과 북아시아 시베리아의 예니세이어족을 묶은 가설적인 어족이다. 이 가설은 소위 구대륙과 신대륙의 언어 간에 계통적 연관성을 확립하려는 시도 중 전통적인 비교언어학의 기준을 충족하는 최초의 사례라고 묘사되었다.
두 집단의 유전학적 연관성은 가설에 힘을 실어주지만, 언어학적으로 계통적 연관성을 확립하려는 시도는 아직 학계에서 합의된 수용을 얻지 못했다. 관련 언어의 대표적인 연구자인 Edward Vajda도 이것이 아직 입증 가능한 단계의 가설이 아니라고 밝히고 있다.

## 어휘 비교
| 케트어   | 나바호어 | 한국어 |
| -------- | -------- | ------ |
| ты’сь    | tsé      | 돌     |
| ки’сь    | (a)keeʼ  | 발     |
| синьсь   | sání     | 오래된 |
| тиг, тих | tłʼiish  | 뱀     |